# Meharia incurvariella
Meharia incurvariella är en fjärilsart som beskrevs av Pierre Chrétien 1915. Meharia incurvariella ingår i släktet Meharia och familjen träfjärilar. Inga underarter finns listade i Catalogue of Life.